# Калпепер (округ)
Округ Калпепер (англ. Culpeper County) располагается в США, штате Виргиния. По состоянию на 2010 год, численность населения составляла 46 689 человек.

## География
По данным Бюро переписи США, общая площадь округа равняется 992 км², из которых 982 км² суша и 10 км² или 0,9% это водоёмы.

### Соседние округа
- Стаффорд (Виргиния) — восток
- Ориндж (Виргиния) — юг
- Мадисон (Виргиния) — юго-запад
- Раппаханнок (Виргиния) — северо-запад
- Спотсилвейния (Виргиния) — юго-восток
- Фокир (Виргиния) — северо-восток

## Демография
По данным переписи населения 2000 года в округе проживает 34 262 жителей в составе 12 141 домашних хозяйств и 9 045 семей. Плотность населения составляет 18 человек на км². На территории округа насчитывается 12 871 жилых строений, при плотности застройки 13 строений на км². Расовый состав населения: белые - 68,27%, афроамериканцы - 28,15%, коренные американцы (индейцы) - 0,33%, азиаты - 0,66%, гавайцы - 0,01%, представители других рас - 1,15%, представители двух или более рас - 1,43%. Испаноязычные составляли 2,50% населения.
В составе 35,00 % из общего числа домашних хозяйств проживают дети в возрасте до 18 лет, 58,50 % домашних хозяйств представляют собой супружеские пары проживающие вместе, 11,30 % домашних хозяйств представляют собой одиноких женщин без супруга, 25,50 % домашних хозяйств не имеют отношения к семьям, 20,60 % домашних хозяйств состоят из одного человека, 7,90 % домашних хозяйств состоят из престарелых (65 лет и старше), проживающих в одиночестве. Средний размер домашнего хозяйства составляет 2,68 человека, и средний размер семьи 3,08 человека.
Возрастной состав округа: 25,70 % моложе 18 лет, 8,10 % от 18 до 24, 31,10 % от 25 до 44, 23,30 % от 45 до 64 и 11,90 % от 65 и старше. Средний возраст жителя округа 36 года. На каждые 100 женщин приходится 103,30 мужчин. На каждые 100 женщин старше 18 лет приходится 103,20 мужчин.
Средний доход на домохозяйство в округе составлял 45 290 USD, на семью — 51 475 USD. Среднестатистический заработок мужчины был 36 621 USD против 25 985 USD для женщины. Доход на душу населения был 20 162 USD. Около 27,00% семей и 29,20% общего населения находились ниже черты бедности, в том числе - 38,30% молодежи (тех кому ещё не исполнилось 18 лет) и 28,60% тех кому было уже больше 65 лет.